# Planet Core Productions
Pour les articles homonymes, voir PCP.
Planet Core Productions, aussi connu sous l'abréviation PCP, est un label musical de techno allemand, situé à Francfort-sur-le-Main, créé en 1989 par Marc Acardipane, et disparu en 1996.

## Histoire
Le label a été créé en avril 1989 par Marc Acardipane. L'abréviation PCP provient des mots « Planet Core Productions ». Après plusieurs sorties, PCP fait paraître en 1990 We Have Arrived de Mescalinum United, considéré par la presse spécialisée comme le premier morceau de techno hardcore, qui fait connaître le label. En 2022, le morceau est classé 198e dans la liste des « 200 meilleures morceaux dance de tous les temps » dans le magazine Rolling Stone.
En 1996, Thorsten « Slam Burt » Lambart, un des fondateurs de PCP, quitte le label. Marc Acardipane, devenu seul maître à bord décide quant à lui de ralentir les activités de PCP pendant quelque temps. Il est difficile de dire si la dispute était d'ordre musical ou financière, certains[Qui ?] parlant d'une banqueroute. Malgré cela Slam Burt reste un artiste du label. Dès 1998, le label reprend de la vigueur, et lance des artistes darkcore, un style très éloigné des productions plutôt gabber (ou real hardcore) des premiers temps. Les artistes notoires du label incluent Marc Acardipane (créateur du label), Miro, Dr. Macabre, Dick Rules, Roy Batty, Slam Burt et T-Bone Castro.